# Popówka (Garb Tenczyński)
Popówka (343 m) – wzgórze w obrębie wsi Brzoskwinia w województwie małopolskim, w powiecie krakowskim, w gminie Zabierzów. Pod względem geograficznym znajduje się na Garbie Tenczyńskim będącym częścią Wyżyny Krakowsko-Częstochowskiej.
Północno-wschodnie zbocza Popówki opadają do Doliny Aleksandrowickiej, południowo-zachodnie i południowe do Doliny Brzoskwini. Wzniesienie jest w większości porośnięte lasem. Na jego szczycie znajduje się radar lotniczy obsługujący Port lotniczy Kraków-Balice.
Na stokach wzgórza archeolodzy P. Umiński i A. H. Kirkor w 1878 odkryli późnopaleolityczną i neolityczną pracownię krzemieniarską, która należy do jednej z najstarszych osad w okolicach Krakowa. Pierwsze ślady osadnictwa na tym terenie datuje się na XII w.

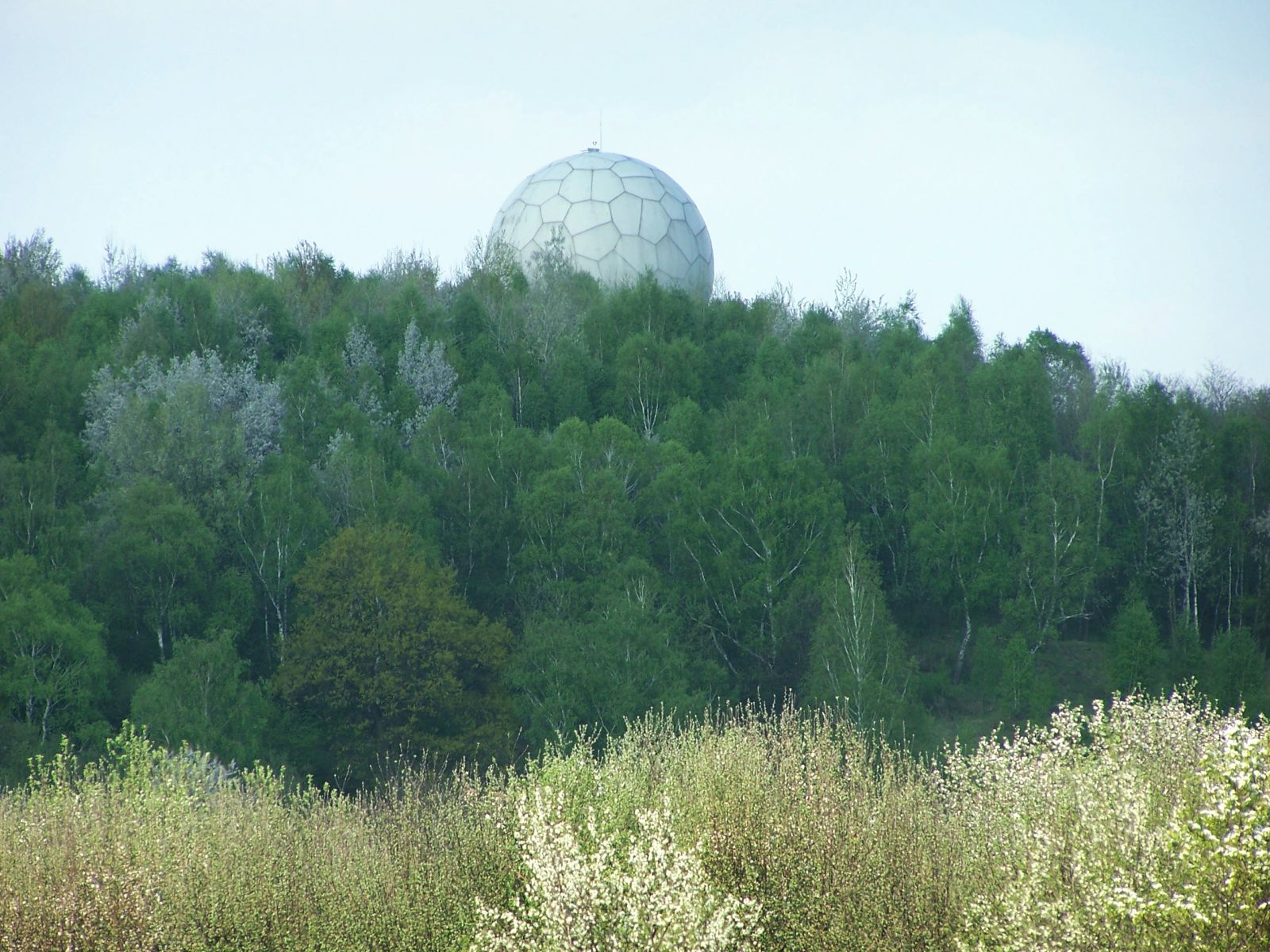
Dopplerowski radar nadzoru ruchu lotniczego na szczycie wzgórza